# 超少年密码
《超少年密码》是2016年3月由北京时代峰峻、北京鼎炫、上海时创共同出品的一部以科幻校园青春悬疑为题材的网络电视剧，3月于廈門开机，4月杀青，由TFBOYS组合主演。本剧采用独家网络播出模式，授权视频网站乐视网于2016年7月11日上线播出，觀眾每天可免費收看電視節目一集，樂視會員則可提前觀看數集。台灣地區由台灣大寬頻與凱擘大寬頻取得版權，且于7月19日起在SuperMod上線供觀眾點播。

## 播放平台
| 頻道   | 所在地   | 播映日期      | 播出時間         | 備註                 |
| ------ | -------- | ------------- | ---------------- | -------------------- |
| 乐视网 | 中国大陆 | 2016年7月11日 |                  |                      |
| J2     | 香港     | 2017年7月17日 | 星期一至六 00:35 | 2017無綫節目巡禮之一 |

## 简介
《超少年密码》是以电影规格、电影级制作团队打造的一部网剧，以寻找校园内隐藏的人工智能这一故事谜题为线索，同时以TFBOYS所扮演的三个少年之间作为剧情的主轴。为提升三人的演技，剧组邀请表演指导老师许杰辉飞抵北京为TFBOYS开班授课。
2016年3月3日，《超少年密码》发布预告先导片。该剧正片及“会员专属特别花絮”已經在乐视网暑期剧场独家播出。

### 制作团队
《超少年密码》的幕后团队包括臺湾著名製片人焦雄屏，以及曾多次入围金钟最佳导演，以《听说》取得冠军票房的导演郑芬芬和《落跑吧爱情》的导演罗安得。美术总监是《刺客聂隐娘》、《赛德克巴莱》的美术翁定洋，服装总监是《刺客聂影娘》、《海上花》、《最好的时光》的王冠懿，声音配楽由曾获金鐘奖的杰瑞音樂余政宪负责，特效导演由《智取威虎山》、《一代宗师》、《痞子英雄》的特效导演林哲民担任。

## 劇情

### 劇情梗概
夏常安（王俊凯飾）與諶浩軒（易烊千玺飾）是育賢高級中學的兩位新生。開學第一天，夏常安的父母疑似因為AI的襲擊而受傷入院，而這位AI002（王源分飾）的樣貌與隋玉（王源飾）一模一樣，遂引起懷疑，但經過一番測試，排除了隋玉的可能，并成為了互相幫助的密友。與此同時，AI闖入了他們的生活，而一連串的糾葛、陰謀、危機，也都慢慢開始爆發。

### 劇情詳情
夏常安在尋找AI的過程中，意外發現自己就是AI001（王俊凯分飾），並且與從實驗室逃出的002相遇。由於002將自身閾值調高，導致SOUL代碼中的防禦措施啟動，其AI的電池失效，直至最後無法充電，在夏常安面前關機。另外，程傑惡意散布出來的影片，讓藍眼AI的存在令社會陷入恐慌，身分曝光的001面臨被RE公司強制召回以及父母被拘留之困境。001在隋涵光幫助之下從公司救出父母，但途中因為AI設定不能傷害人類，001被高壓電擊器擊中，耗電量瞬間增加；又因為閾值先前遭002調高，因此001無法充電。夏常安拒絕出國修復，用最後僅存的電量記下了家人朋友的面容和聲音，結局強制關機且無法充電（結束生命）。

## 登場人物

### 主要演员
| 演員     | 角色   | 關係 | 粵語配音 |
| 王俊凯   | 夏常安 | 男主角之一，小名安安，夏煦和袁何晴之子，喜歡吃牛肉麵，打籃球，父母因工作關係需要出國，作為兒子的他雖然不想離開熟悉的環境和同學，無奈敵不過父母的決定只好屈服跟隨，在出國前因車禍身亡。 | 陳灝瑋   |
| 王俊凯   | 001    | 由夏常安的DNA做成的ANATOMY参數代碼，配上父母對安安的回憶做出的SOUL代碼架構成，為取代去世的夏常安而誕生的藍眼AI，世界上僅有的兩個「超少年」之一，擁有人類的心智能力和選擇的權利，機智熱血，心地善良，喜歡吃雲吞，為尋找AI變得多疑，第15集憶起夏常安車禍，第16集發現自己就是001，第25集自動銷毀。 | 陳灝瑋   |
| 王源     | 隋玉   | 男主角之一，隋涵光和許儀之子，天性樂觀，活潑開朗，擁有高於常人的大食量，但體弱多病。 | 李震權   |
| 王源     | 002    | 以隋玉為藍本的藍眼AI，世界上僅有的兩個“超少年”之一，根據隋涵光的設定，各項機能要強於001，但情感相對冷酷。于第24集自動销毀。 | 李震權   |
| 易烊千玺 | 諶浩轩 | 男主角之一，綽號“冰塊”，諶铭之子與原菲繼子，喜愛吃拔絲地瓜，智商超出常人，精通數理化與舞蹈，天生就有自閉症，失去愛犬、生母離開之後變得更加孤僻，對社交活動心存抗拒。 | 李凱傑   |

### 其他演员
| 演員   | 角色   | 關係 | 登场集数                      | 粵語配音 |
| 丁程鑫 | 249    | 紅眼AI，樣貌是13、14歲男孩，陪伴型機器人，學習能力強，忠心耿耿，盡職盡責，常常給“媽媽”帶來驚喜，但不懂人類情感，最終于第19集被銷毀。 | 2-6,8-11,17,19                | 林筠翔   |
| 鍾鎮濤 | 夏煦   | 夏常安爸爸，科學家，隋涵光、許儀的好友，SOUL代碼開發人之一，效力於RE公司，對於001號項目感情複雜，為避免隋涵光製造出超強AI而編寫了一套防衛程序，進而導致002的毀滅。 | 1-4,7,10,15-16,18-22,24-25    | 陳欣     |
| 张恒   | 袁何晴 | 夏常安媽媽，科學家，隋涵光、許儀的好友，SOUL代碼開發人之一，效力於RE公司，夏常安車禍遇難後由於自己曾缺乏關心而自責，只想001跟安安一樣平凡可愛，在001知道自己真實身份之後情緒幾乎崩潰。 | 1-4,7,10-11,15-16,18-22,24-25 | 黃玉娟   |
| 李锐   | 隋涵光 | 隋玉爸爸，科學狂人，ANATOMY参數代碼開發人之一，曾是RE公司研究人員。深愛妻兒，把002當成親子一樣看待。因與夏煦分享了ANATOMY和SOUL代碼，擁有獨立製造AI的能力。某次入境新加坡之後失蹤，其實是不滿於RE極少的研究預算而接受海外單位金援，在秘密工作室內化名許玉（妻子的姓和兒子的名）與兩位助手繼續研究「超少年」，最後自首。 | 1,4,6-7,10,12,15-19,21-25     |          |
| 姜宏波 | 许仪   | 隋玉媽媽，ANATOMY参數代碼開發人之一，曾是RE公司研究人員，因為抗拒001號的研究而退出RE專心照顧愛子，也因此對夏家產生成見，一度阻止愛子與夏常安接觸。 | 3,5,7,10-11,13-14,18-19,22-25 |          |
| 童彤   | 江丽萍 | 249的主人，單身女子，由於自己的特殊遭遇，所以經常訂購陪伴型AI服務，將每個AI視為自己的兒子，但都因為AI無人類情感而失望。 | 6,8-11,17,19                  |          |
| 汪俊   | 諶铭   | 諶浩轩爸爸，企業家，銘星科技公司的董事長，與RE公司長期競爭。做事謹慎，一心希望自己的兒子可以變得外向、健康成長，可一直未能如願。 | 7-9,11,18,24-25               |          |
| 左小青 | 原菲   | 諶浩轩繼母，善解人意，在丈夫與繼子之間處境尷尬，但仍努力調和家庭關係，爭取繼子的認同。 | 2,4,7-12,18,22                | 曾佩儀   |
| 郭月   | 郑坤   | 高一一班老师，密碼社社長，隋涵光老部下，真實身份為多面間諜。同時授課數學、化學，對學生要求十分嚴格，欣賞諶浩軒。一邊與隋涵光暗中合作，一起觀察001，一邊協助AI管理局抓捕002。 | 1,3-4,6-8,12-13,15,17,21-25   | 曾秀清   |
| 黄其淋 | 张立群 | 高一一班同學，夏常安童年好友，常稱呼其“安安哥”。父親與夏煦是朋友，由於不認同夏常安試探AI的行為而與其產生芥蒂，但發現夏常安是001之後仍和常安當朋友。 | 1-13,17,21,23                 |          |
| 符涛   | 丁玮   | 高一一班學生，夏常安初中同學。 | 1-11                          | 李安邦   |
| 徐佳雯 | 苏檬   | 高一一班學生，公認的美少女。 | 1,3,7,12,16-17,23             |          |
| 朱同心 | 程杰   | 高一一班學生，古惑仔，個性狂傲，喜歡蘇檬。 | 1-10,12,21,23                 |          |
| 张丽洋 | 李婉瑶 | 夏常安初中同学。 |                               |          |

### 特别演出
| 演員   | 角色   | 關係                                                                                             | 登场集数 | 粵語配音 |
| 王祖藍 | 蓝康   | AI管理局特派員，隋家老友，十幾年前一手推動紅眼AI標準化，因截獲一條通訊記錄而懷疑隋涵光已經叛國。 | 13-14,20 | 張裕東   |
| 方力申 | 李文辉 | 李婉瑶爸爸。                                                                                     |          |          |

### 主创团队
- 导演：郑芬芬
- 监制：焦雄屏
- 先导片导演：罗安得
- 特效导演：林哲民
- 艺术指导：许杰辉
- 美术总监：翁定洋
- 服装总监：王冠懿
- 摄影：陈加融

## 音乐原声
| 歌曲名           | 作词   | 作曲             | 演唱   | 备注   |
| 《未来的进击》   | 王雅君 | 胡臻             | TFBOYS | 主题曲 |
| 《摩天轮的思念》 | 阿火   | 阿火             | 王俊凯 | 片尾曲 |
| 《信仰之名》     | 冷子夕 | 冷子夕，大野元毅 | TFBOYS | 插曲   |
| 《样（YOUNG）》  | 李瑜哲 | 颜小健           | TFBOYS | 插曲   |

## 軼事
- 此劇是鍾鎮濤在《誰憐天下慈母心》之後時隔十年再度回内地拍攝的第一部劇集。
- 此劇大部分場景在廈門拍攝，不過002與夏常安父母相遇的車禍戲是在北京拍攝的。
- 此劇在香港的版權已經被TVB買斷，預料會進行粤语配音后于MyTV SUPER上架。其他地區播放事宜也暫未宣佈。由於包括港台新馬等多地未與中国大陆同步開播，不少境外觀眾只能透過購買、下載盜版進行收看。
- 此劇在中国大陆由乐视网獨家播出，并作為樂視夏季重點節目進行宣傳。由於免費用戶只可一日收看一集且限制清晰度，需付費才可以收看完整劇集、享受1080P畫質，7月11日開播至13日，大量觀眾購買樂視會員，一共為樂視帶來高達2500萬的收入。
- 此劇于樂視開播之後，上架的除了完整版劇集，為滿足TFBOYS三位成員的單人粉絲，還有王俊凯、王源、易烊千玺三人的官方單人剪輯版。
- 此劇由於植入廣告過於密集而飽受粉絲吐槽。TFBOYS曾代言過的多種產品都在劇中植入了廣告
- 由於此劇盜版影片在社交網絡上流傳廣泛，樂視決定自7月15日起停播本劇，并採取維權手段打擊盜版。[7]
- 經過幾日的積極盜版維權，樂視宣布7月18日起恢復超少年密碼更新，會員依舊每周三更新劇集。
- 不计客串演员，第16集只有四位演员出场（王俊凯、鍾鎮濤、张恒及李锐）。
- 此劇的主要演員（TFBOYS）在網易娛樂評的演技評比上獲得了4.55分，位居第九名，僅優於陳學冬《尚先生》。